# 埃佩克斯 (北卡羅來納州)
埃佩克斯是位於北卡羅來納州韋克縣的一個鎮，屬於羅利郊區的一部份。該鎮2000年的人口普查結果為20,212人，2009年的估計值為34,937人。

## 歷史
埃佩克斯鎮是於1873年成立的，其名字是因為該鎮當時坐落在連接了里奇蒙以及傑克遜維爾的查塔姆鐵路（Chatham Railroad）的最高處。其後的數十年，埃佩克斯緩慢的成長，之間卻曾遭遇了不少帶來巨大損失的火災。其中包括了1911年6月12日的大火災，它摧毀了大部分的埃佩克斯鎮中心。在那之後，城鎮又被重建且一直保留到現在，並成為了現今北卡羅萊納州保存得最完善的鐵路城鎮之一。鎮中心的中央坐落著建於1912年的埃佩克斯聯盟車站（Apex Union Depot），它原本是錫博德空線鐵路（Seaboard Air Line Railroad）的乘客車站，後來被改建為公立的埃佩克斯社區圖書館。現在，它則是埃佩克斯商會的所在地。
埃佩克斯在經濟大恐慌時期遭受了一些輕微的挫折，不過它又於1950年代開始快速的成長。由於埃佩克斯距離北卡羅萊納州三角研究園相當近，因而帶來了額外的移入人口以及發展，不過埃佩克斯卻仍然能保持它「小鎮」的角色。到了1990年代，該鎮的人口迅速成長了四倍，超過了兩萬人，因而為埃佩克斯帶來了新的基礎設施需求。
埃佩克斯近年來仍在繼續成長，55號北卡羅來納州道（North Carolina Highway 55）和64號國道的交會處建了一個大型的購物中心，不少新的社區也隨著城鎮規模向西邊擴張而設立。
2006年10月，埃佩克斯的一處廢棄工廠發生了一場化學火災，許多鎮上的居民都被迫暫時遷離城鎮，此事也被登上了不少國際新聞的頭條。雖然這場火災造成了一些嚴重的損失，但是當時居民很快就回到了城鎮中。
埃佩克斯曾於2007年被CNN.com旗下的《財經雜誌》列為美國前百名最佳居住地中的第14名；2009年則被列為第44名。

## 地理
埃佩克斯位於35°43′55″N 78°51′10″W / 35.731952°N 78.852878°W（35.731952，-78.852878）。
根據美國人口調查局，該鎮的總面積為27.5平方公里（10.6平方英里）。其中27.3平方公里（10.5平方英里）是陸地；0.2平方公里（0.1平方英里）為水域，即0.57%。
其周圍的行政區包括了北邊的羅利、東北邊的卡瑞，以及南邊的霍利斯普林斯（Holly Springs）。

## 政府
埃佩克斯採用的是議會-經理制政府，組成成員包括了一位鎮長以及五位鎮議員（其中一位鎮議員同時擔任副鎮長），他們分別在不同時段舉行選舉，任期皆為四年。該鎮的發言人和鎮經理都是在鎮議會中工作，其他的政府人員則是負責彙整報告呈交給鎮經理，以及處理每天鎮上的事務。
現任的鎮長為基斯·威德里（Keith Weatherly），為他的第四次任職；他在鎮議會中服務了兩年後於1995年首次當選。副鎮長則是布萊恩·戈塞奇（Bryan Gossage），為他的第二次任職。五位鎮議員則包括了第六次任職的麥克·瓊斯（Mike Jones）、第三次任職的比爾·詹森（Bill Jensen）、第三次任職的基茵·舒爾茨（Gene Schulze）以及第一次任職的蘭斯·奧利福（Lance Olive）

## 人口
| 调查年     | 人口   | 备注   | %±     |
| ---------- | ------ | ------ | ------ |
| 1880       | 228    |        | —      |
| 1890       | 269    |        | 18.0%  |
| 1900       | 349    |        | 29.7%  |
| 1910       | 681    |        | 95.1%  |
| 1920       | 926    |        | 36.0%  |
| 1930       | 863    |        | −6.8%  |
| 1940       | 977    |        | 13.2%  |
| 1950       | 1,065  |        | 9.0%   |
| 1960       | 1,368  |        | 28.5%  |
| 1970       | 2,192  |        | 60.2%  |
| 1980       | 2,847  |        | 29.9%  |
| 1990       | 4,968  |        | 74.5%  |
| 2000       | 20,212 |        | 306.8% |
| 2010年估计 | 35,288 | [ 12 ] |        |

根據埃佩克斯於2000年的人口普查（美國2000年人口普查）資料，當時該鎮共有20,212人、7,397戶，以及5,584個家庭。其人口密度約為740.4人／平方公里（1,918.2人/平方英里）。該鎮總共有8,028幢房屋單位，其平均密度約為294.1幢/平方公里（761.9幢/平方英里）。該鎮的人口種族組成中，85.06%為白人、7.55%為非裔美國人、0.29%的美國原住民、4.27%為亞裔美國人、0.06%為太平洋島民、1.11%為其他種族，以及1.67%為混血兒。拉丁裔美國人則佔了總人口的3.21%。
該鎮當時共有7,397戶人家，其中46.1%擁有18歲以下的兒童、66.2%有已婚夫婦居住、7.2%為單身女性的住處、24.5%的住戶並非家庭、18.5%僅有一人居住，以及2.6%僅有一位65歲以上的老人居住。每戶的平均人數為2.73人，家庭的平均人數則為3.16人。
該鎮當時的人口年齡比例如下：18歲以下約佔30.8%、18至24歲約佔5.4%、25至44歲約佔44.8%、45至64歲約佔15.0%，以及65歲以上約佔4.0%。其人口年齡的中值為31歲。其總人口性別比約為97.8，18歲以上人口的性別比則約為94。
該鎮當時每戶的收入中值為71,052美元，每個家庭的收入中值則為78,689美元（該兩數值分別在2007年的預測時成長為81,545以及91,326美元）。其中男性的收入中值為55,587美元，女性則為37,057美元。該鎮的人均收入則約為28,727美元，大約1.2%的家庭以及1.9%的人口低於貧窮門檻，其中的1.2%為18歲以下、7.8%為65歲以上的人口。

### 學校
- 埃佩克斯小學（页面存档备份，存于）（Apex Elementary School）
- 巴科姆小學（页面存档备份，存于）（Baucom Elementary）
- 奧利夫教堂小學（页面存档备份，存于）（Olive Chapel Elementary）
- 塞勒姆小學（页面存档备份，存于）（Salem Elementary School）
- 勞雷爾公園小學（页面存档备份，存于）（Laurel Park Elementary School）
- 埃佩克斯中學（页面存档备份，存于）（Apex Middle School）
- 塞勒姆中學（页面存档备份，存于）（Salem Middle School）
- 埃佩克斯高中（页面存档备份，存于）（Apex High School）
- 中河高中（页面存档备份，存于）（Middle Creek High School）
- 聖抹大拉的馬利亞天主教學校（St. Mary Magdalene Catholic School）
- 北查塔姆學院（页面存档备份，存于）（North Chatham School）
- 泰勒斯學院（页面存档备份，存于）（Thales Academy）

## 交通

### 主要設施
- 航空：萊利都林國際機場，位於羅利北邊的40號州際公路上。
- 公路：可以於羅利經由64號國道，或於德罕經由55號北卡羅來納州道（North Carolina Highway 55）接上40號州際公路。
- 鐵路：無法直接從埃佩克斯搭乘火車，美鐵只在附近的卡瑞以及羅利市區設有車站。
- 公車：當地的三角運輸公司（Triangle Transit）有在埃佩克斯提供服務，並能夠經由它連接至羅利、德罕以及教堂山市區的主要公車路線。
- 自行車：北卡羅來納5號自行車道——開普菲爾河線（NC-DOT Cape Fear Run bicycle route（英语：North Carolina Bicycle Route 5））連接了埃佩克斯以及威爾明頓。

### 主要道路
- 埃佩克斯頂尖道路（Apex Peakway）於完工之後將會成為埃佩克斯的主要外環道路。它的目的在於紓解鎮中心的交通車潮，同時也提供了一條讓通勤族不必經過鎮中心就能夠到達鎮的另外一邊的道路。它同時也是北卡羅來納州中唯一的「peakway」（直譯為「頂尖道路」），名字是取自埃佩克斯的格言：「頂尖的美好生活」（"The Peak of Good Living"）。當整條道路都完成後，它的總長將會是5.86英里。[14]
- 北卡羅來納州的540號州際公路輔助線（I-540（英语：Interstate 540 (North Carolina)））預計於2013年將會連接至埃佩克斯的南邊。[15]
- 64號國道以及1號國道都是通過埃佩克斯的快速道路，55號北卡羅來納州道（North Carolina Highway 55）則同時穿越了鎮中心。

## 外部連結
- 埃佩克斯官方網站（页面存档备份，存于）
- 埃佩克斯商會（页面存档备份，存于）
- 埃佩克斯歷史學會（页面存档备份，存于）
- 埃佩克斯月均溫（页面存档备份，存于）